# Festival Film Indonesia
Festival Film Indonesia (FFI) − coroczna ceremonia wręczenia nagród organizowana przez Badan Perfilman Indonesia w celu wyróżnienia osiągnięć na polu kinematografii indonezyjskiej. Podczas uroczystości ogłasza się laureatów nagrody Citra, najbardziej prestiżowej nagrody filmowej w kraju. Festival Film Indonesia należy do najważniejszych wydarzeń indonezyjskiego przemysłu rozrywkowego, obok Panasonic Gobel Awards i Anugerah Musik Indonesia.